# Elmar Weidenhaun
Elmar Weidenhaun (* 24. Februar 1931 in Hergisdorf; † 10. Dezember 2021 in Hildburghausen) war ein deutscher Zahnarzt und Kommunalpolitiker.

## Werdegang
Nach einem Studium der Zahnmedizin promovierte er 1956 an der Medizinischen Fakultät der Universität Leipzig. Später war er als Zahnarzt in Hildburghausen niedergelassen.
Vom 7. Januar 1993 bis zum 30. Juni 1994 war der CDU-Politiker der letzte Landrat des alten Landkreises Hildburghausen, der nachfolgend zum 1. Juli 1994 im Rahmen der Umsetzung des Thüringer Neugliederungsgesetzes (ThürNGG) neu geschnitten wurde.
Im Jahr 1994 gründete er den Förderverein der „Gedenkstätte Billmuthausen“, dessen erster Leiter er war.

## Ehrungen
- 2006: Ehrenmedaille des Landrates des Landkreises Hildburghausen
- 2012: Verdienstkreuz am Bande der Bundesrepublik Deutschland

## Schriften
- Gedenkstätte Billmuthausen – ein geschleiftes Dorf. – Hildburghausen: Verlag Frankenschwelle, 2002